# Meghan Klingenberg
Meghan Klingenberg , née le 2 août 1988 à Pittsburgh, dans l'État de Pennsylvanie, est une joueuse de soccer américaine évoluant au poste de milieu de terrain défensif et membre de l'équipe des États-Unis de soccer féminin.

## Biographie

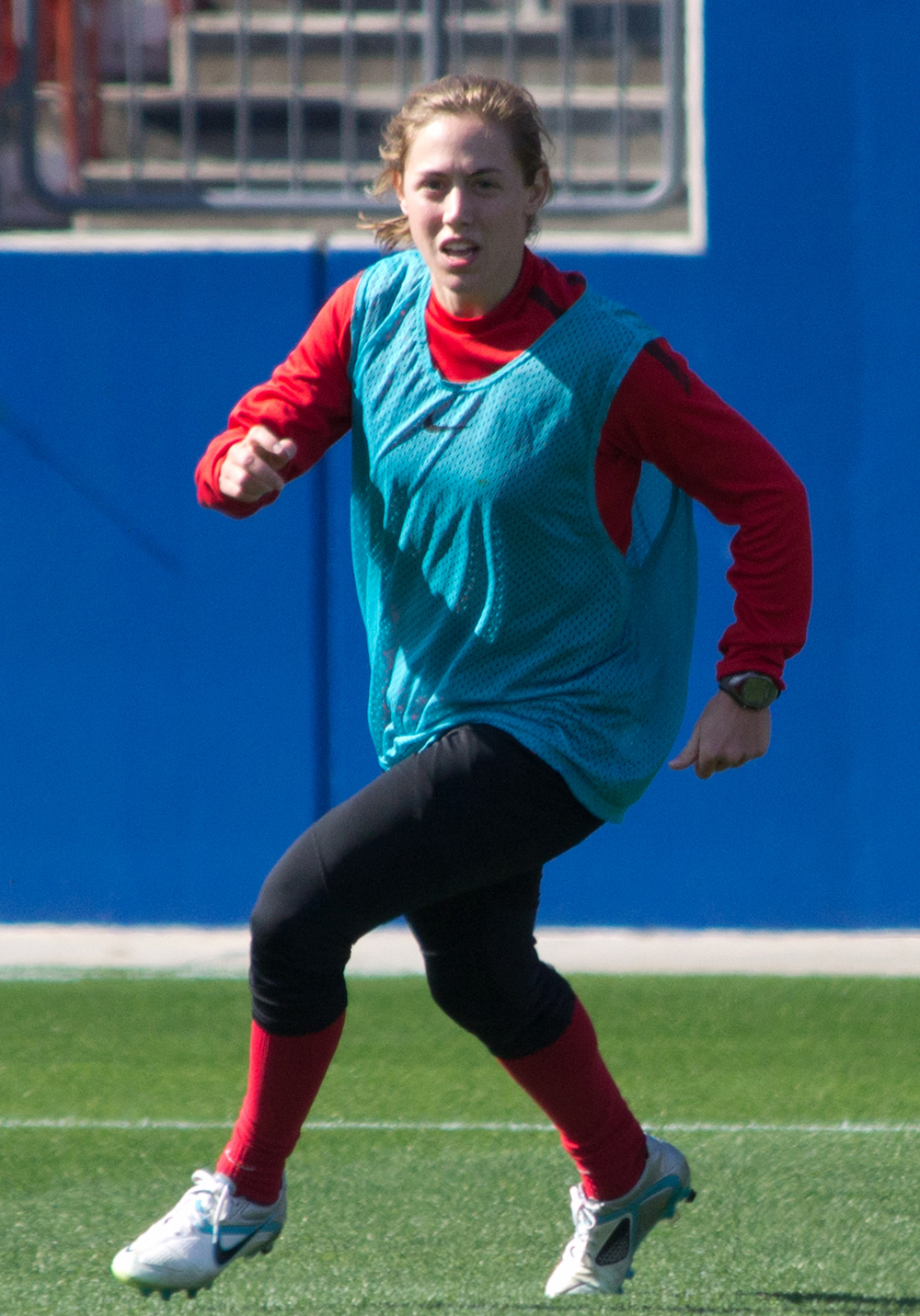
Meghan Klingenberg lors d'un entraînement.

### Carrière en club
Klingenberg commence le football vers l'âge de 6 ans. Elle joue dans différentes écoles primaires du nord de la banlieue de Pittsburgh. En 2006 et 2007, elle conduit son équipe du lycée Pine Richland High School a la conquête du championnat scolaire de l'état de Pennsylvanie.
En 2007, elle est recrutée par l'Université de Caroline du Nord à Chapel Hill et joue pour l'équipe universitaire de soccer féminin, les Tar Heels , de 2007 à 2011. La qualité de son jeu défensif contribue au succès de l'équipe qui remporte le championnat national de la NCAA en 2008 et en 2009. En raison de sa polyvalence, elle peut jouer sur le côté gauche ou sur le côté droit du milieu de terrain ainsi qu'en défense.
À la fin de ses études universitaires, elle est repêchée par le magicJack de la Women's Professional Soccer (WPS). Elle y joue 2 matchs, puis dans une échange de plusieurs joueuses, elle se retrouve avec les Breakers de Boston. Elle est nommée joueuse étoile WPS de la semaine en juin 2011. Après la cessation des activités de la Women's Professional Soccer, elle signe avec le Western New York Flash pour la saison 2012.

### Carrière en sélection nationale
Klingenberg joue pour les équipes nationales des États-Unis U-17, U-20 et U-23. Lors de la Coupe du monde Féminine U-20 tenu au Chili en 2008, elle est de l'équipe américaine qui remporte la médaille d'or et se montre comme une joueuse technique avec un jeu défensif polyvalent. 
Elle reçoit sa première convocation pour l'équipe nationale senior en 2011 lors du Tournoi des Quatre Nations.

## Palmarès
- Vainqueur de la Coupe du monde féminine de football 2015

## Distinctions personnelles
- Nommée dans l'équipe type de la FIFA FIFPro Women's World11 en 2015.